# Prajurit Kulon (plaats)
Prajurit Kulon is een bestuurslaag in het regentschap Mojokerto van de provincie Oost-Java, Indonesië. Prajurit Kulon telt 6432 inwoners (volkstelling 2010).